# Montgellafrey
Montgellafrey és un municipi francès situat al departament de la Savoia i a la regió d'Alvèrnia-Roine-Alps. L'any 2007 tenia 67 habitants.

## Demografia

### Població
El 2007 la població de fet de Montgellafrey era de 67 persones. Hi havia 32 famílies de les quals 24 eren unipersonals (16 homes vivint sols i 8 dones vivint soles), 4 parelles sense fills i 4 parelles amb fills.
La població ha evolucionat segons el següent gràfic:
Habitants censats

### Habitatges
El 2007 hi havia 853 habitatges, 37 eren l'habitatge principal de la família, 806 eren segones residències i 10 estaven desocupats. 173 eren cases i 677 eren apartaments. Dels 37 habitatges principals, 33 estaven ocupats pels seus propietaris, 1 estava llogat i ocupat pels llogaters i 3 estaven cedits a títol gratuït; 4 tenien una cambra, 11 en tenien dues, 9 en tenien tres, 7 en tenien quatre i 5 en tenien cinc o més. 27 habitatges disposaven pel capbaix d'una plaça de pàrquing. A 21 habitatges hi havia un automòbil i a 12 n'hi havia dos o més.

### Piràmide de població
La piràmide de població per edats i sexe el 2009 era:
| Homes | Edats   | Dones |
| ----- | ------- | ----- |
| 0     | 95 o +  | 0     |
| 0     | 90 a 94 | 1     |
| 1     | 85 a 89 | 0     |
| 3     | 80 a 84 | 2     |
| 1     | 75 a 79 | 6     |
| 10    | 70 a 74 | 2     |
| 3     | 65 a 69 | 6     |
| 1     | 60 a 64 | 5     |
| 3     | 55 a 59 | 0     |
| 1     | 50 a 54 | 1     |
| 6     | 45 a 49 | 2     |
| 2     | 40 a 44 | 2     |
| 3     | 35 a 39 | 3     |
| 1     | 30 a 34 | 1     |
| 1     | 25 a 29 | 0     |
| 1     | 20 a 24 | 0     |
| 0     | 15 a 19 | 3     |
| 1     | 10 a 14 | 0     |
| 1     | 5 a 9   | 3     |
| 1     | 0 a 4   | 0     |

## Economia
El 2007 la població en edat de treballar era de 39 persones, 30 eren actives i 9 eren inactives. Les 30 persones actives estaven ocupades(20 homes i 10 dones).. De les 9 persones inactives 2 estaven jubilades, 2 estaven estudiant i 5 estaven classificades com a «altres inactius».
Activitats econòmiques
Dels 19 establiments que hi havia el 2007, 1 era d'una empresa alimentària, 2 d'empreses de construcció, 4 d'empreses de comerç i reparació d'automòbils, 7 d'empreses d'hostatgeria i restauració, 3 d'empreses immobiliàries, 1 d'una entitat de l'administració pública i 1 d'una empresa classificada com a «altres activitats de serveis».
Dels 6 establiments de servei als particulars que hi havia el 2009, 2 eren paletes i 4 restaurants.
Dels 4 establiments comercials que hi havia el 2009, 1 era una botiga de més de 120 m², 1 una fleca, 1 una llibreria i 1 una botiga de material esportiu.
L'any 2000 a Montgellafrey hi havia 6 explotacions agrícoles.

## Poblacions més properes
El següent diagrama mostra les poblacions més properes.